# Vendières
Vendières est une commune française située dans le département de l'Aisne, en région Hauts-de-France.

## Géographie
Vendières est située dans le département de l'Aisne, à vol d'oiseau à 78,5 km au sud de la préfecture de Laon, et à 19,5 km au sud de la sous-préfecture de Château-Thierry. Elle se trouve à 80,5 km à l'est de Paris.
La commune est limitrophe avec le département de Seine-et-Marne et avec cinq communes, L'Épine-aux-Bois (1,5 km), Dhuys-et-Morin-en-Brie (3,1 km), Montdauphin (2,7 km), Viels-Maisons (4,5 km) et Verdelot (5,8 km).
| Viels-Maisons                | L'Épine-aux-Bois | Dhuys-et-Morin-en-Brie (Cne deléguée de Marchais-en-Brie)         |
| Verdelot (Seine-et-Marne)    | Vendières        |                                                                   |
| Montdauphin (Seine-et-Marne) |                  | Dhuys-et-Morin-en-Brie (Cne deléguée de La Celle-sous-Montmirail) |

### Hydrographie

#### Réseau hydrographique
La commune est située dans le bassin Seine-Normandie. Elle est drainée par le Petit Morin, le ru du Val, le fossé 01 de Coubertin, le fossé 01 du Choisel, le Petit Morin, le ru Batard, le ru du Bois de Courmont et le ru du Luart,,.
Le Petit Morin, d'une longueur de 86 km, prend sa source dans la commune de Val-des-Marais et se jette  dans la Marne à La Ferté-sous-Jouarre, après avoir traversé 29 communes.

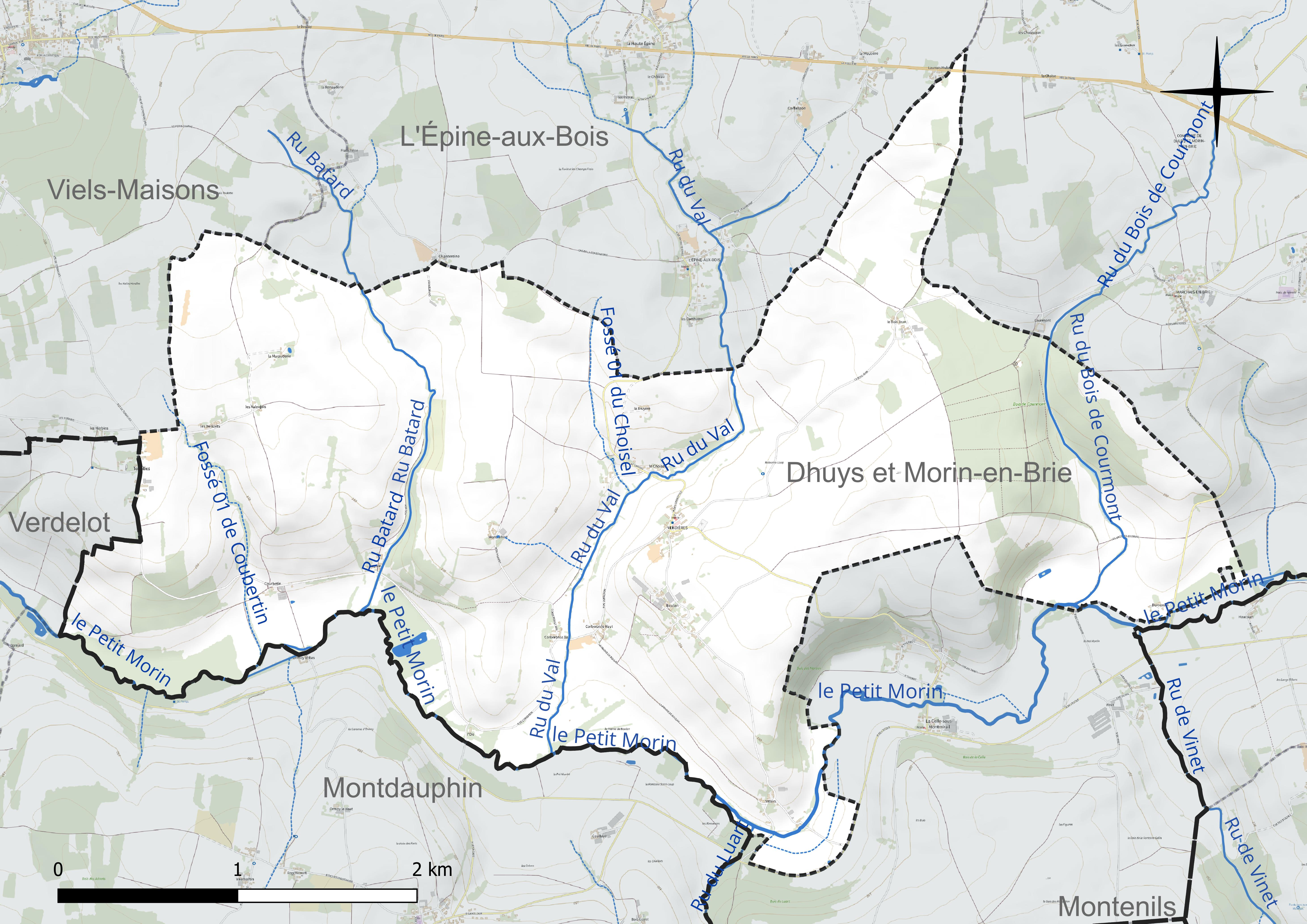
Réseau hydrographique de Vendières.

Un plan d'eau complète le réseau hydrographique : Ormoy (1,1 ha),.

#### Gestion et qualité des eaux
Le territoire communal est couvert par le schéma d'aménagement et de gestion des eaux (SAGE) « Petit et Grand Morin ». Ce document de planification concerne le territoire des bassins versants du Petit Morin (630 km2) et du Grand Morin (1 185 km2) et se répartit sur trois départements (la Marne, l'Aisne et la Seine-et-Marne). Il a été approuvé le 21 octobre 2016. La structure porteuse de l'élaboration et de la mise en œuvre est le Syndicat mixte d'aménagement et de gestion des eaux (SMAGE) - EPAGE.
La qualité des cours d'eau peut être consultée sur un site dédié géré par les agences de l'eau et l'Agence française pour la biodiversité.

### Climat
Pour des articles plus généraux, voir Climat des Hauts-de-France et Climat de l'Aisne.
En 2010, le climat de la commune est de type climat océanique dégradé des plaines du Centre et du Nord, selon une étude du CNRS s'appuyant sur une série de données couvrant la période 1971-2000. En 2020, Météo-France publie une typologie des climats de la France métropolitaine dans laquelle la commune est exposée à un climat océanique altéré et est dans la région climatique Nord-est du bassin Parisien, caractérisée par un ensoleillement médiocre, une pluviométrie moyenne régulièrement répartie au cours de l'année et un hiver froid (3 °C).
Pour la période 1971-2000, la température annuelle moyenne est de 10,3 °C, avec une amplitude thermique annuelle de 15 °C. Le cumul annuel moyen de précipitations est de 740 mm, avec 12,4 jours de précipitations en janvier et 8,3 jours en juillet. Pour la période 1991-2020, la température moyenne annuelle observée sur la station météorologique la plus proche, située sur la commune de Blesmes à 19 km à vol d'oiseau, est de 10,6 °C et le cumul annuel moyen de précipitations est de 713,0 mm,. Pour l'avenir, les paramètres climatiques de la commune estimés pour 2050 selon différents scénarios d'émission de gaz à effet de serre sont consultables sur un site dédié publié par Météo-France en novembre 2022.

## Urbanisme

### Typologie
Au 1er janvier 2024, Vendières est catégorisée commune rurale à habitat très dispersé, selon la nouvelle grille communale de densité à 7 niveaux définie par l'Insee en 2022.
Elle est située hors unité urbaine. Par ailleurs la commune fait partie de l'aire d'attraction de Paris, dont elle est une commune de la couronne,.

### Occupation des sols
L'occupation des sols de la commune, telle qu'elle ressort de la base de données européenne d'occupation biophysique des sols Corine Land Cover (CLC), est marquée par l'importance des territoires agricoles (86,9 % en 2018), une proportion identique à celle de 1990 (86,9 %). La répartition détaillée en 2018 est la suivante : 
terres arables (68,9 %), prairies (14,9 %), forêts (13,1 %), zones agricoles hétérogènes (3,2 %).
L'évolution de l'occupation des sols de la commune et de ses infrastructures peut être observée sur les différentes représentations cartographiques du territoire : la carte de Cassini (XVIIIe siècle), la carte d'état-major (1820-1866) et les cartes ou photos aériennes de l'IGN pour la période actuelle (1950 à aujourd'hui).

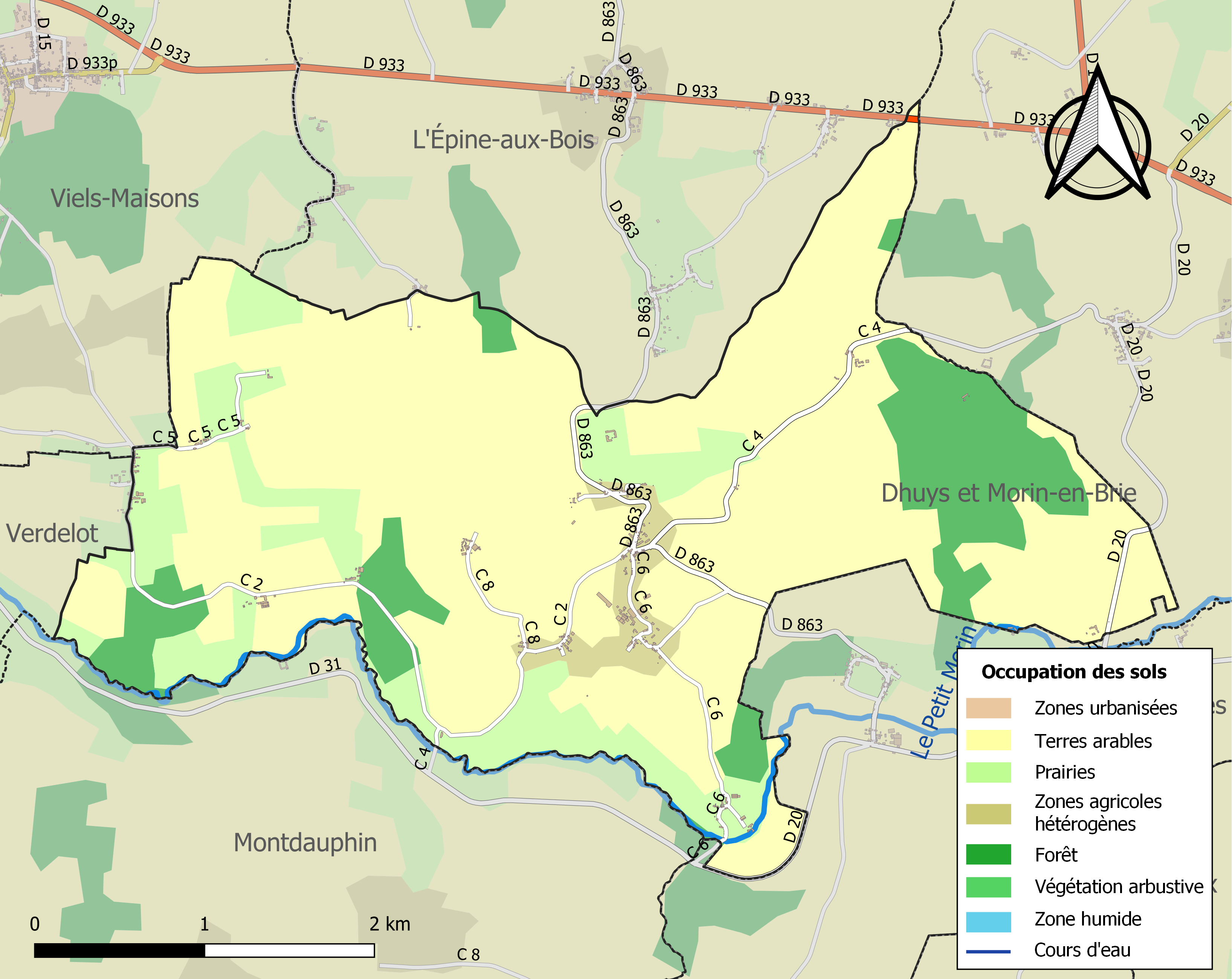
Carte de l'occupation des sols de la commune en 2018 (CLC).

## Toponymie
Le nom de la localité est attesté sous les formes Venderæ ; Venderie (1110) ; Grangia de Vanderiis (1210) ; Vendires, Vendières-dessous-Montmirail (1337) ; Vandières (1710) ; Vendiers, Vendierre (1745) ; Vandière.
Le nom remonte au VIe siècle et il est envisageable de considérer que le sens de ce toponyme pourrait être mixte, constituée de la racine gauloise vendo-/vindo « blanc » et « saint » suivi d'un suffixe à priori latin -aria. *vindaria serait alors le « lieu blanc » ou le « lieu saint », lieu défriché dans les bois qui apparait donc clair. Cette situation peut s'expliquer par l'importance très grande du mot vindos en gaulois qui est surreprésenté en toponymie.

## Histoire
Vendières est un village très ancien, appelé Vinderia sous Rome.
Au VIe siècle, il fut donné à Théodoric - fils de Clovis - à Saint Rémi, archevêque de Reims.
Dès 1110, la paroisse de Vendières appartenait aux moines de l'abbaye de Saint-Jean-des-Vignes de Soissons.
Au XVIe siècle, Nicolas Colbert, le père du ministre des finances et secrétaire d'État, était seigneur de Vendières. La ferme de Courbetin lui appartenait.
En 1783, à l'exception du hameau de Courbetin, toute la paroisse de Vendières appartient au marquis de Courtanvaux, seigneur de Montmirail. Le hameau de Courbetin est sous la seigneurie de M. Chapon.
Le 11 février 1814, pendant la bataille de Montmirail, 2 villages de la commune furent l'enjeu de violents combats. En effet, la gauche de l'armée française défendait le « village de Pomesson » tandis que la gauche de l'armée Alliées était au « village de Blessine ». Une division Russe eut quelque succès contre la gauche de l'armée Française, en s'emparant « village de Pomesson », mais le général Ricard reprit définitivement ce village, et les Russes chassés furent obligés de s'enfuir dans la forêt de Nogent.
En 1843, c'est le petit-fils de M. Chapon, le comte Auguste de Colbert, qui devient propriétaire de la ferme de Courbetin.
En janvier 1871, durant la guerre franco-allemande, Jules Leroy, instituteur de Vendières est fusillé à Chalons-en-Champagne, par les Prussiens, avec un ouvrier nommé Chéron, accusés d'avoir tous deux secondé la défense nationale.

## Politique et administration

### Découpage territorial
La commune de Vendières est membre de la communauté de communes du Canton de Charly-sur-Marne, un établissement public de coopération intercommunale (EPCI) à fiscalité propre créé le 29 décembre 1995 dont le siège est à Charly-sur-Marne. Ce dernier est par ailleurs membre d'autres groupements intercommunaux.
Sur le plan administratif, elle est rattachée à l'arrondissement de Château-Thierry, au département de l'Aisne et à la région Hauts-de-France. Sur le plan électoral, elle dépend du  canton d'Essômes-sur-Marne pour l'élection des conseillers départementaux, depuis le redécoupage cantonal de 2014 entré en vigueur en 2015, et de la cinquième circonscription de l'Aisne  pour les élections législatives, depuis le dernier découpage électoral de 2010.

### Administration municipale
| Période                                  | Période                       | Identité            | Étiquette | Qualité |
| ---------------------------------------- | ----------------------------- | ------------------- | --------- | --- |
| Les données manquantes sont à compléter. |                               |                     |           | |
| avril 1953                               | juin 1995                     | Jovart Charles      |           | Maire de Vendières (42 années de mandat). Puis, Maire honoraire de Vendières par arrêté préfectoral de l'Aine en date du 21 septembre 1995. |
| juin 1995                                | mars 2001                     | Robin Francois      |           | |
| mars 2001                                | mai 2020                      | Guy Marion          | DVD       | Retraité Réélu pour le mandat 2014-2020, |
| mai 2020                                 | En cours (au 14 juillet 2020) | Christian Verlaguet |           | |

## Démographie
L'évolution du nombre d'habitants est connue à travers les recensements de la population effectués dans la commune depuis 1793. Pour les communes de moins de 10 000 habitants, une enquête de recensement portant sur toute la population est réalisée tous les cinq ans, les populations de référence des années intermédiaires étant quant à elles estimées par interpolation ou extrapolation. Pour la commune, le premier recensement exhaustif entrant dans le cadre du nouveau dispositif a été réalisé en 2004.

En 2022, la commune comptait 129 habitants, en évolution de −23,67 % par rapport à 2016 (Aisne : −1,97 %, France hors Mayotte : +2,11 %).
| 1793 | 1800 | 1806 | 1821 | 1831 | 1836 | 1841 | 1846 | 1851 |
| ---- | ---- | ---- | ---- | ---- | ---- | ---- | ---- | ---- |
| 457  | 398  | 485  | 362  | 409  | 467  | 441  | 423  | 430  |

| 1856 | 1861 | 1866 | 1872 | 1876 | 1881 | 1886 | 1891 | 1896 |
| ---- | ---- | ---- | ---- | ---- | ---- | ---- | ---- | ---- |
| 410  | 409  | 401  | 352  | 358  | 366  | 335  | 345  | 319  |

| 1901 | 1906 | 1911 | 1921 | 1926 | 1931 | 1936 | 1946 | 1954 |
| ---- | ---- | ---- | ---- | ---- | ---- | ---- | ---- | ---- |
| 294  | 275  | 268  | 264  | 271  | 239  | 224  | 222  | 203  |

| 1962 | 1968 | 1975 | 1982 | 1990 | 1999 | 2004 | 2006 | 2009 |
| ---- | ---- | ---- | ---- | ---- | ---- | ---- | ---- | ---- |
| 166  | 146  | 128  | 123  | 121  | 123  | 135  | 131  | 150  |

| 2014 | 2019 | 2022 | - | - | - | - | - | - |
| ---- | ---- | ---- | - | - | - | - | - | - |
| 161  | 142  | 129  | - | - | - | - | - | - |

## Lieux et monuments
- L'église Saint-Jean-Baptiste et sa poutre de Gloire datée de 1627.
- Le médaillon de Colbert se situe actuellement dans la salle polyvalente. Il se trouvait dans le pavillon du château de Courbetin.
- L'ancien presbytère sur cave - XVIIe siècle.
- La ferme de Courbetin - XVIIe siècle - avec un logis à tourelle carrée et des contreforts.
- Le pavillon de Colbert - XVIIIe siècle - au hameau de Courbetin : construction sur caves.
- Les moulins au hameau de Villiers sur l'Eau et l'Oie, dont l'un marchait encore au milieu du XXe siècle.

## Personnalités liées à la commune
- Annick Jovart mécène de l'Eglise de Vendières.
- Le tondeur de moutons Lefèvre Jean-Luc vécu et exerça son activité durant 34 ans.
- La pianiste Nadia Tagrine y est inhumée.